# Kampung Titingan
Kampung Titingan (nghĩa là: 'làng Titingan') là một ngôi làng ở Tawau, Sabah, Malaysia. Nó cũng được gọi là Ice Box, một tên có nguồn gốc trong thập niên 1970 nơi iceboxes vỡ được đặt gần một nhà máy nước đá nằm trong làng. Đa số dân làng cư trú đến từ Philippines và Indonesia. Ngôi làng cũng được đánh dấu là một trong những "khu vực đen" do tỷ lệ tội phạm cao và là một trong những khu định cư bất hợp pháp nổi tiếng nhất ở Tawau.
Ngày 07 tháng 3 năm 2010, Bộ trưởng của Sabah, Datuk Seri Musa Aman tuyên bố rằng làng sẽ được chuyển đổi thành một thị trấn, đổi tên thị trấn Titingan.